# Gwelup

## Etimologia
Gwelup è un sobborgo situato nell'area metropolitana di Perth, in Australia Occidentale; esso si trova 12km a nord del centro cittadino. Al censimento del 2011 contava 3.924 abitanti.
Il nome "Gwelup" si riferisce a una piccola palude situata nella parte meridionale del sobborgo.
Deriva dalla parola Noongar "Gwelgannow" che significa "posizione mutevole".
Il nome appare per la prima volta nel 1878 come "Gwelup Swamp" (palude Gwelup).

## Geografia
Situato sul lato occidentale del sobborgo di Gwelup, si trova il resto del lago Gwelup, una volta più ampio, che accompagna la riserva naturale di boschi. Essendo una delle poche zone umide che ha una boscaglia autoctona è per lo più intatta, il lago è meta di diversi volatili locali e migratori tra cui il Merops ornatus e di specie di rane e rettili.
La flora è invece caratterizzata da Marri (Corymbia calophylla), Jarrah (Eucalyptus marginata), Flooded Gum (E. rudis), Tuart (E. gomphocephela), da almeno 4 specie di Banksia e di fiori selvatici annuali tra cui orchidee e da funghi.

## Infrastrutture e trasporti
La parte nord di Gwelup è servita dalla linea di autobus Transperth 424 mentre la parte sud dalla Transperth 427 provenienti dalla stazione di Stirling che è distante 9 minuti dal centro di Perth Tutti i servizi di autobus sono gestiti da Swan Transit.